# Палаццо Доріа-Памфілі

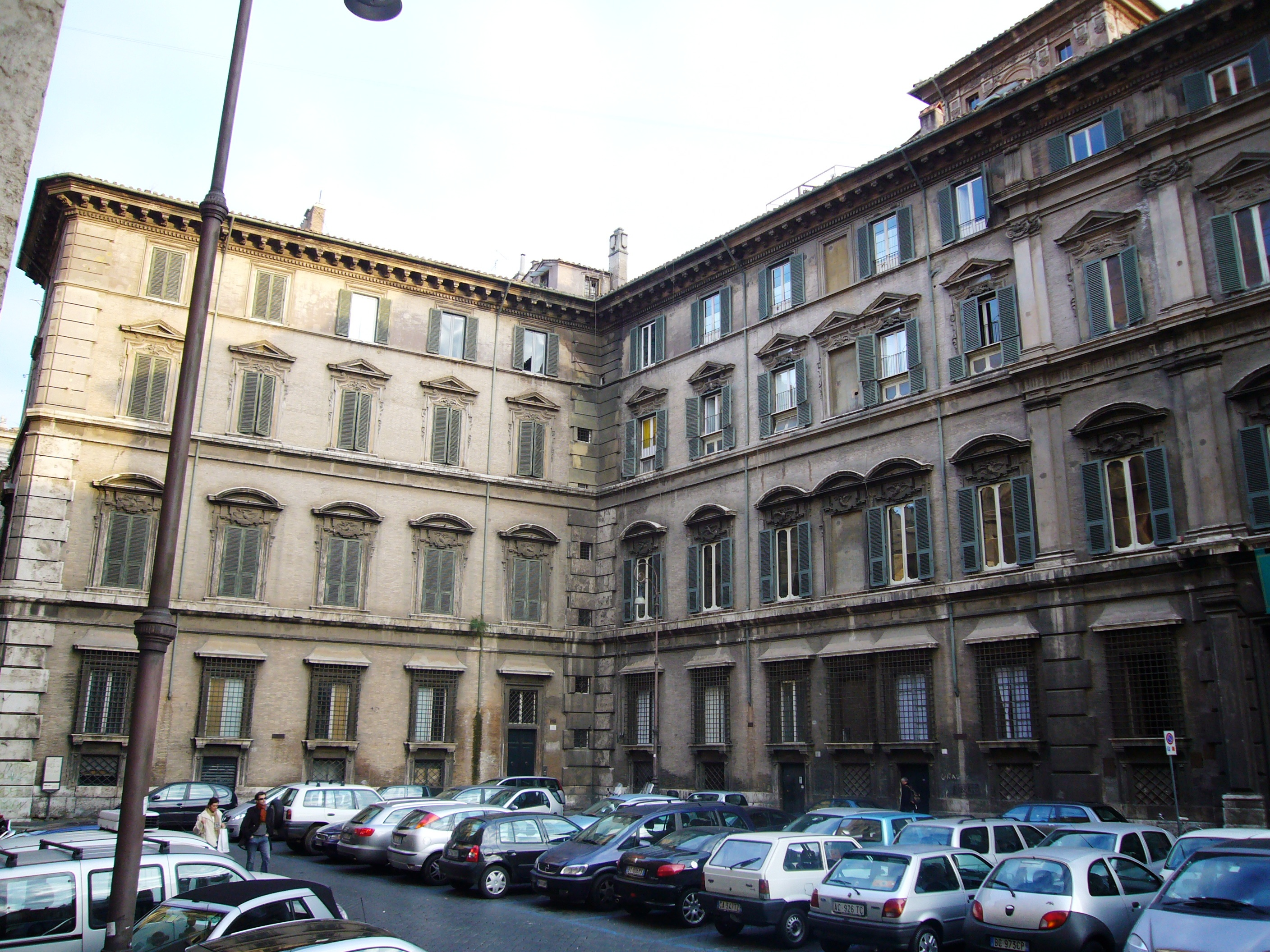
Фасад із сторони Collegio Romano

Палаццо Доріа Памфілі (італ. Palazzo Doria-Pamphili) — палац у Римі. Він знаходиться між вулицями Via del Corso, Piazza del Collegio Romano, Via della Gatta та Via del Plebiscito.

## Історія побудови
Спочатку палац належав родині Делла Ровере потім перейшов до сім'ї Альдобрандіні, а у XVII столітті передається до сім'ї Дорія Памфілі Ланді (Doria Landi Pamphilj), яка його розширила щоб зробити  найбільшою палацовою будівлею в місті. Перебудова вдалася і він перевершив за масштабами багато палаців у Римі і навіть багато королівських палаців Європи. Палац продовжує бути місцем постійного перебування знатні з тим же ім'ям і має престижну колекцію картин і предметів мистецтва до яких є доступ громадськості. 
Історія "Доріа Памфілі є результатом багатьох союзів між аристократичним сім'ям майже кожної частини Італії. Серед його найвидатніших членів, був адмірал Андреа Доріа і папа Іннокентій X, популярний в Іспанії за його портретом написаним Веласкесом у 1649 році і зберігається в фортеці.
Портрет, намальований на честь Ювілейного року 1650 був замовлений сестрою Олімпія Майдалькіні, яка була його близькою довіреною особою і радником, і деякі говорять господинею. Картину Веласкеса було вивішено у 1927 році в маленькій кімнаті, цілком присвяченій папі. Тут також виставлено скульптуру Берніні що зображає папу Інокентія X. Син Олімпії Майдалькіні, Камілло Памфілі відмовився від кардинальської посади яку було тоді присвоєно його дядькові папою, щоб одружитися з вдовою Олімпія Боргезе. Як народжена Альдобрандіні вона мала у посаг будівлю, потім відому як Палац Альдобрандіні Памфілі. Після деякого часу в екзилі, щоб уникнути конфронтації з папою, вони повертаються назад до Риму.
Камілло почав з 1654 року розширювати палац, купуючи сусідні будинки і монастир незважаючи на заперечення ряду місцевих єзуїтів Collegio Romana.
Відповідальним архітектором за цей проєкт був Антоніо дель Гранде. Фасад на Via del Corso зроблено однак за проєктом Габріеле Вальвасорі, який побудував його між 1730 і 1735. Після смерті Камілла Памфілі у 1666 році будівництво було продовжено під керівництвом двох його синів, Джованні Батіста (його спадкоємець) та кардинала Бенедетто, відомого мецената і був відповідальний за колекцію фламандського живопису та будівництва каплиці за проектом Карло Фонтана. Дочка Камілла та Олімпії, Анна Памфілі одружується з генуезьким аристократом Джованні Андреа Доріа Ланді III у 1671 році. Їх нащадки успадковують палац доти поки рід Памфілі не згас в 1760 році. У 1763 році князь Андреа IV об'єднав свої імена в даний Доріа  Памфілі Ланді. У 1767 році, стелі в номері були пофарбовані в стилі бароко і є такими до сьогодні.
Донна Орієтта  і Дон Франк зробили багато для відновлення колекцій у палаці, і після їх зникнення у 2000 році колекцією займаються їх всиновлені діти Джонатан і Гезіне Дорія Памфілі, які проживають в палаці.

## Галерея

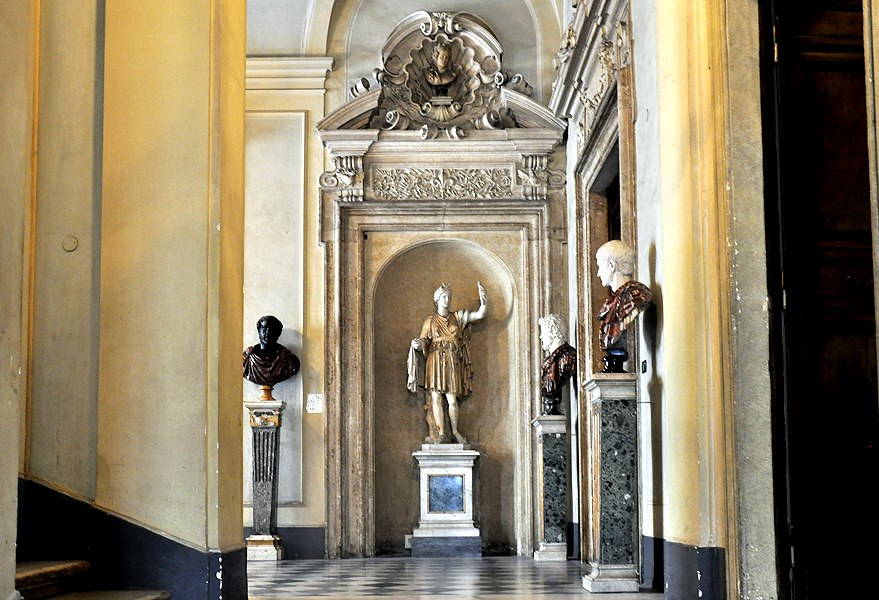
Вестибюль
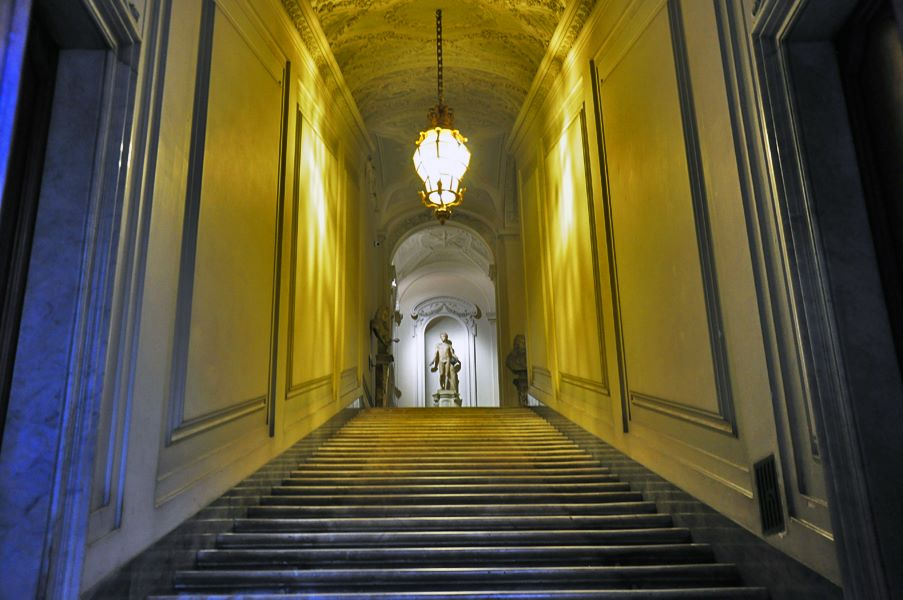
Сходи
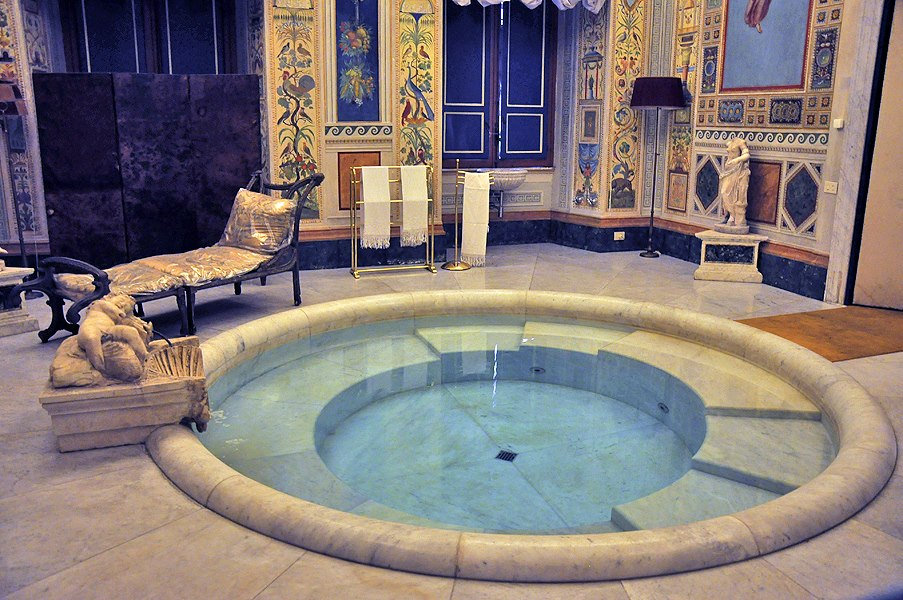
Купель
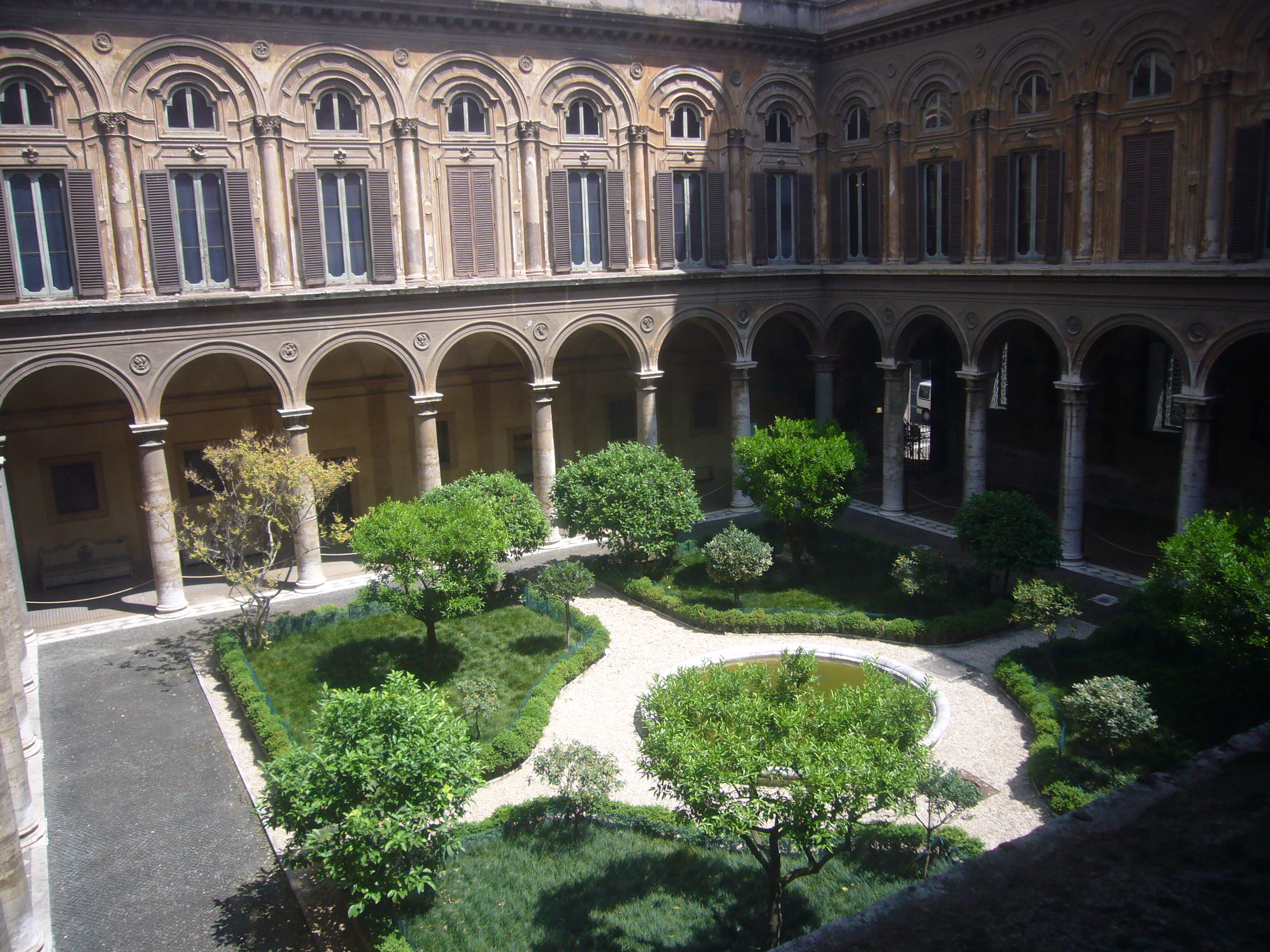
Двір
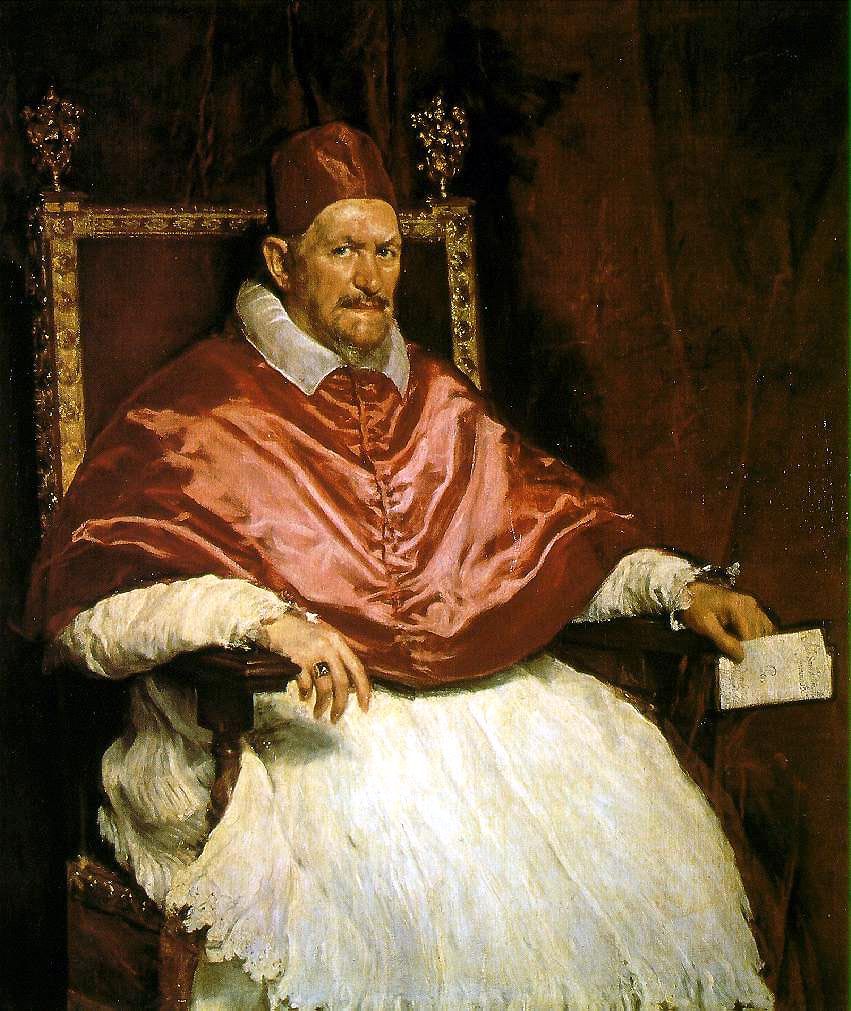
Портрет замовника палацу — папи Іннокентія X, Дієго Веласкес. Виставляється в палаццо